# NDEL1
NDEL1‏ (NudE neurodevelopment protein 1 like 1) هوَ بروتين يُشَفر بواسطة جين NDEL1 في الإنسان.